# Ponte San Nicolò
Ponte San Nicolò település Olaszországban, Veneto régióban, Padova megyében. Lakosainak száma 13 191 fő (2023. január 1.). Ponte San Nicolò Albignasego, Casalserugo, Legnaro, Polverara és Padova községekkel határos.

## Népesség
A település lakossága az elmúlt években az alábbi módon változott:
| Lakosok száma | 13 543 | 13 508 | 13 191 |
|               | 2017   | 2018   | 2023   |